# Robert Milligan McLane

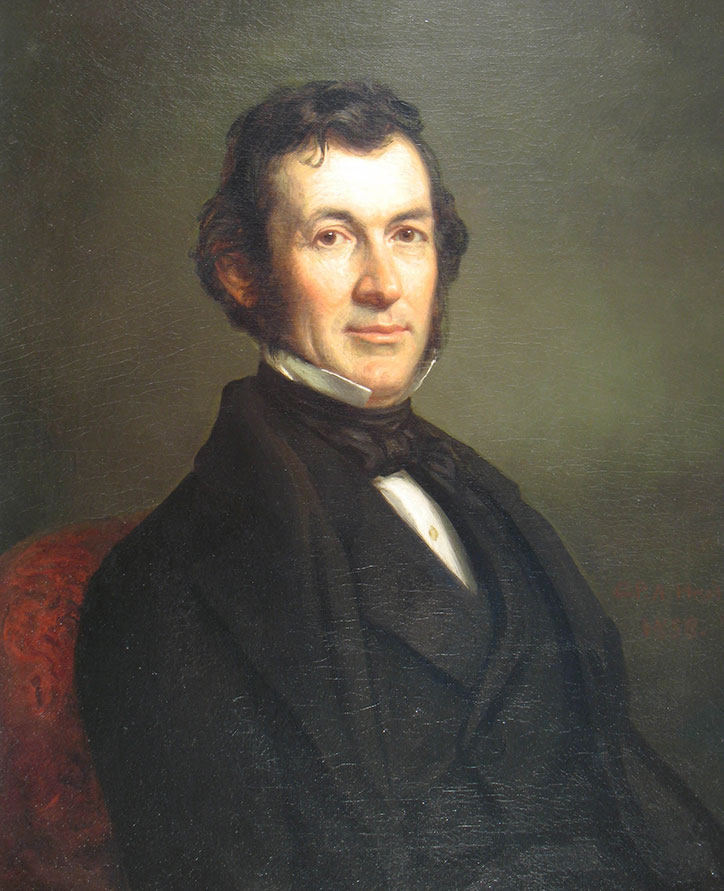
Robert Milligan McLane (1858)

Robert Milligan McLane (* 23. Juni 1815 in Wilmington, Delaware; † 16. April 1898 in Paris) war ein US-amerikanischer Politiker. Er war Abgeordneter im US-Repräsentantenhaus, Gouverneur des Bundesstaates Maryland sowie US-Botschafter in China, Mexiko und Frankreich.

## Frühe Jahre und politischer Aufstieg
Robert McLanes Vater Louis McLane war von 1829 bis 1831 amerikanischer Botschafter in Großbritannien und dann unter Präsident Andrew Jackson Finanz- und Außenminister der Vereinigten Staaten. Robert McLane besuchte das St. Mary’s College in Baltimore und das College Bourbon in Paris. Zwischen 1833 und 1837 absolvierte er die United States Military Academy in West Point.
Nach seinem Abschluss in West Point blieb er bis 1843 in der Armee. In dieser Zeit war er an den Seminolenkriegen beteiligt. Seit 1838 gehörte er zu den Flusspionieren der Armee. In dieser Eigenschaft studierte er in Holland und Italien die dortigen Deichsysteme. Nach dem Ende seiner Militärzeit studierte Robert McLane Jura. Nach seiner Zulassung als Rechtsanwalt im Jahr 1843 begann er in Baltimore in seinem neuen Beruf zu arbeiten. Er war Mitglied der Demokratischen Partei und wurde im Jahr 1845 in das Abgeordnetenhaus von Maryland gewählt. Zwischen dem 4. März 1847 und dem 3. März 1851 vertrat er seinen Staat im US-Repräsentantenhaus in Washington, D.C. Dort war er von 1849 bis 1851 Vorsitzender des Handelsausschusses. In den Jahren 1856 und 1876 war er jeweils Delegierter zu den Democratic National Conventions; von 1852 bis 1856 stand er überdies dem Democratic National Committee vor.

## Botschafter in China und Mexiko
Im Jahr 1853 wurde er von Präsident Franklin Pierce zum amerikanischen Gesandten in China ernannt. Sein Zuständigkeitsbereich schloss neben China auch Japan, Siam und Korea ein. Es gelang ihm, trotz eines Bürgerkriegs in China, gute Handelsbeziehungen zwischen den USA und diesem Staat aufzubauen. Im Jahr 1854 trat er aber aus gesundheitlichen Gründen von diesem Amt zurück. Zwischen dem 7. März 1859 und dem 22. Dezember 1860 war McLane Botschafter in Mexiko. Das war eine schwierige Mission, weil nur ein Jahr zuvor wegen des mexikanischen Bürgerkriegs die diplomatischen Beziehungen zu Mexiko abgebrochen worden waren. Der Bürgerkrieg in diesem Land zwischen den Anhängern von Benito Juárez und dem von Frankreich unterstützten Kaiser Maximilian ging auch während McLanes Zeit als Botschafter weiter.

## Weitere politische Laufbahn
McLane nahm nicht aktiv am Bürgerkrieg teil. Während dieser Zeit arbeitete er als Rechtsanwalt und Berater einer Eisenbahngesellschaft. Seine politische Auszeit dauerte bis 1876, als er den Demokratischen Bundesparteitag als Delegierter besuchte. Im Jahr 1877 wurde er in den Senat von Maryland gewählt. Zwischen 1879 und 1883 war er nochmals Abgeordneter im US-Repräsentantenhaus. Dort wurde er Vorsitzender des Ausschusses zur Überwachung der pazifischen Eisenbahngesellschaften (Committee on Pacific Railroads).

## Gouverneur von Maryland und Botschafter in Frankreich
1883 wurde Robert McLane zum Gouverneur von Maryland gewählt. Er amtierte vom 9. Januar 1884 bis zum 27. März 1885. In dieser Zeit wurden neue Arbeitsgesetze in Bezug auf Frauen und Kinderarbeit erlassen. Damals entstanden auch ein staatliches Amt für Statistik und Informationen sowie eine Bergbauschule. Außerdem wurden gesetzliche Grundlagen für die zahnärztliche Betreuung geschaffen. Nachdem McLane von Präsident Grover Cleveland zum neuen Botschafter in Frankreich ernannt worden war, trat er am 27. März 1885 als Gouverneur zurück. Zwischen 1885 und 1889 vertrat er die amerikanische Regierung in Paris. Auch nach dem Ende seiner offiziellen Tätigkeit als Botschafter blieb er in der französischen Hauptstadt. Dort verschlechterte sich seit 1891 sein Gesundheitszustand immer mehr. Er starb im April 1898. Mit seiner Frau Georgine Urquhart hatte er zwei Kinder.